# Ferrovia do Aço
A Ferrovia do Aço, também conhecida como a Ferrovia dos 1 000 dias, é uma ferrovia longitudinal brasileira, em bitola larga, que liga o município de Itabirito (MG) à Barra Mansa (RJ). A ferrovia foi concebida na época do "Milagre Econômico", durante o regime militar, para o transporte principalmente de minério de ferro. Seu trajeto possui 81 túneis e 109 viadutos e pontes, entre eles o Tunelão, o maior túnel ferroviário do Brasil, com 8,6 quilômetros de extensão.

## Projeto
A ferrovia teve a sua construção anunciada pelo governo brasileiro em 1973. Era um projeto de longa data e de grande interesse para o mercado interno brasileiro, na época. Através dela as principais metrópoles brasileiras (Belo Horizonte, São Paulo e Rio de Janeiro) estariam interligadas facilitando o transporte de mercadorias, pessoas e capitais.
No início da década de 1970, a mesma época em que o projeto Águas Claras estava sendo executado, foi feito um estudo preliminar pelo consórcio Transcon/Engevix para o estabelecimento de uma ligação ferroviária moderna entre Belo Horizonte e São Paulo. Os resultados desse estudo foram publicados com estardalhaço pela imprensa em maio de 1973, recebendo então o nome de Ferrovia do Aço. Essa futura ligação teria um ramal que, partindo de Itutinga, alcançaria Volta Redonda. Essa linha, além estabelecer uma ligação ferroviária direta entre duas das principais capitais do país, desafogaria a Linha do Centro (Estrada de Ferro Central do Brasil), pois passaria a escoar o minério requerido pela Cosipa e pela Companhia Siderúrgica Nacional, bem como poderia assumir parte do volume destinado à exportação. Os padrões técnicos dessa ligação, num total de 834 quilômetros, eram de Primeiro Mundo: via dupla, raio mínimo de 900 m, rampa máxima de 1% e eletrificação com corrente alternada a 25 kV, 60 Hz. O trem tipo teria 100 vagões tracionados por quatro locomotivas em tração múltipla, teria comprimento de um quilômetro e pesaria 12.000 t. O custo do projeto também era impressionante: 1,1 bilhão de dólares.
A Ferrovia do Aço nada mais era do que a concretização do velho projeto de uma linha especializada para transporte de minério de ferro que a Rede Mineira de Viação já havia recomendado em 1956. O ponto de partida, por sinal, era o mesmo: Jeceaba. Só o destino do minério a ser exportado é que havia sido modificado. O projeto original da R.M.V. recomendava que a linha se estendesse até um novo porto a ser construído em Angra dos Reis. Contudo, o porto de Sepetiba (atual Porto de Itaguaí) havia acabado de ser implantado como terminal especializado na exportação massiva de minério de ferro dentro do projeto Águas Claras. Dessa forma ele acabou se tornando o destino lógico das composições que percorreriam o novo ramal: de Saudade os trens provenientes da Ferrovia do Aço tomariam o Ramal de São Paulo (Estrada de Ferro Central do Brasil) rumo à Barra do Piraí (RJ), desceriam a Serra do Mar até Japeri e de lá seguiriam para Itaguaí (antes Sepetiba) pela variante Japeri-Brisamar.
Apesar de gigantesco, o projeto até era justificável considerando-se o impressionante desempenho econômico do Brasil no início da década de 1970, a famosa era do Milagre Brasileiro. A economia crescera a taxas superiores a 10% anuais entre 1968 e 1974 e imaginava-se que ia manter um crescimento não inferior a 8% até 1980. A demanda de transporte em termos de TKU na região servida pela Linha do Centro (Superintendência Regional SR-3 da RFFSA) crescera a 29,5% ao ano no quadriênio 1973-1976. Essa evolução fez com que o Governo Federal temesse pelo estrangulamento da oferta de transporte de minério de ferro, ameaçando o abastecimento das usinas siderúrgicas do sudeste do país e o cumprimento dos compromissos assumidos com a exportação dessa matéria-prima.
Vários meses se passaram entre o primeiro anúncio e as ações efetivas. Durante esse período decidiu-se cancelar a construção do trecho entre Itutinga e São Paulo, já que o Ramal de São Paulo (Estrada de Ferro Central do Brasil) tinha capacidade ociosa entre Volta Redonda (RJ) e a capital bandeirante.

### Eletrificação
Foi a primeira vez que o padrão de eletrificação de 25 kV em corrente alternada foi selecionado para uma ferrovia brasileira. Era um claro avanço em relação ao padrão de 3 kV em corrente contínua que havia sido usado pioneiramente pela Companhia Paulista de Estradas de Ferro na década de 1920, mas que já havia sido superado pelo avanço tecnológico do setor ao longo dos mais de cinqüenta anos que haviam decorrido desde então. O mesmo padrão de eletrificação também seria proposto para a eletrificação de outra obra contemporânea, o Corredor de Exportação Araguari-Santos da Ferrovia Paulista S/A - FEPASA, mas posteriormente ele seria recusado em favor do sistema antigo. Lamentavelmente acabaram sendo duas oportunidades perdidas para se implantar esse novo padrão.
A eletrificação na Ferrovia do Aço tomou como base o projeto da Linha Sishen-Saldanha, na África do Sul, que também era destinada ao transporte massivo de minério de ferro. Na verdade, ao longo da década de 1970 esse país ganhou grande experiência na operação e eletrificação de linhas ferroviárias de grande capacidade para o transporte de minérios usando corrente alternada de alta voltagem. No início da década de 1970 foi implantada a primeira eletrificação nesse novo padrão, numa ferrovia de alta capacidade para transporte de carvão para exportação, que ligava Ermelo, localidade localizada no Transvaal, a leste de Joanesburgo, até o porto de Richards Bay na província de Natal, às margens do Oceano Índico. Sua eletrificação foi feita com corrente alternada, 25 kV/50 Hz, usando locomotivas elétricas G.E.C. 7E para tracionar as composições. Em 1980 trafegavam nessa ferrovia 14 trens diários carregados, sete dias por semana, cada um com 84 vagões com peso bruto de 4500 toneladas; testes envolvendo composições de até 184 vagões, com 2,4 quilômetros de comprimento, também tinham sido bem sucedidos.
O desempenho da ferrovia entre Sishen e Saldanha era ainda mais impressionante. Essa linha, inaugurada em 1977, tem 859 quilômetros de extensão, une as jazidas de ferro de Sishen, a oeste de Johannesburgo, até o porto de águas profundas em Saldanha Bay, a noroeste da Cidade do Cabo. Foi construída pela Iscor - South African Iron & Steel Industrial Corporation entre 11 de novembro de 1974 e terminada em 28 de abril de 1976. Os primeiros trens começaram a circular em 7 de maio de 1976, usando tração diesel, geralmente cinco locomotivas diesel-elétricas G.E. U26C em tração múltipla. A ferrovia foi transferida para a South African Railways - atualmente Spoornet - em 1° de abril de 1977. Esta ferrovia foi eletrificada em decorrência da primeira crise do petróleo, que aumentou os preços desse combustível de forma exorbitante e instabilizou sua disponibilidade. Sua eletrificação, somente implantada em meados de 1978, adotou um padrão de corrente pouco comum, 50 kV/50 Hz, que alimentam locomotivas elétricas C-C G.E.C. 9E de 5070 HP, fabricadas na África do Sul pela Union Carriage & Wagon Company (Pty) Ltd., com equipamentos elétricos fornecidos pela empresa britânica G.E.C. - General Electric Company. Foram fornecidas 17 unidades desse tipo, as mais poderosas do mundo em bitola de 1.152 mm. Seu peso é de 168 toneladas, com comprimento de 20 metros, controle de velocidade por tirístores e frenagem dinâmica conseguida através de quatro resistências, capaz de dissipar 5525 HP durante longas descidas. Os trens-tipo que circulam nessa ferrovia apresentam 200 vagões de quatro eixos, que conduzem 17.000 toneladas de minério, totalizando um peso bruto de 20.000 toneladas; eles circulam a velocidades de até 72 km/h tracionados por três locomotivas G.E.C. 9E em tração múltipla.
A eletrificação era considerada vital para a Ferrovia do Aço por várias razões. Em primeiro lugar, em função da alta velocidade planejada para as composições carregadas, da ordem de 60 km/h, a ser imposta numa região de relevo bastante acidentado para se manter a capacidade de carga da linha. Outro problema era a grande quantidade de túneis de grande comprimento que estavam previstos em seu traçado, onde o uso de locomotivas diesel não era recomendado, a menos que eles fossem dotados de caros sistemas de exaustão dos gases liberados pelas máquinas durante sua passagem. Finalmente, a economia de petróleo havia se tornado uma obsessão do governo brasileiro da época, em função de seu preço cada vez mais elevado e disponibilidade duvidosa.
É curioso notar que nessa mesma época a Estrada de Ferro Vitória a Minas também estava considerando eletrificar suas linhas, mais de sessenta anos após a primeira tentativa nesse sentido. Lá o problema não era tanto o relevo da região que atravessava, mas, provavelmente, a política governamental de racionalização dos derivados de petróleo. Chegaram a ser feitos estudos técnicos detalhados entre 1975 e 1978, sendo o projeto orçado entre 400 e 450 milhões de dólares. Um dos estudos, efetuados pela CIE - Internacional de Engenharia e Ieco International Engineering Co. contemplava a eletrificação em 25 kV ou 50 kV, corrente alternada, do trecho entre Vitória e Itabira. Mas a ideia não foi levada adiante, uma vez que na época essa ferrovia estava dando prioridade para a duplicação de sua via permanente e não havia fundos suficientes para uma eletrificação simultânea. A ideia foi adiada e posteriormente esquecida.

#### Locomotivas Elétricas

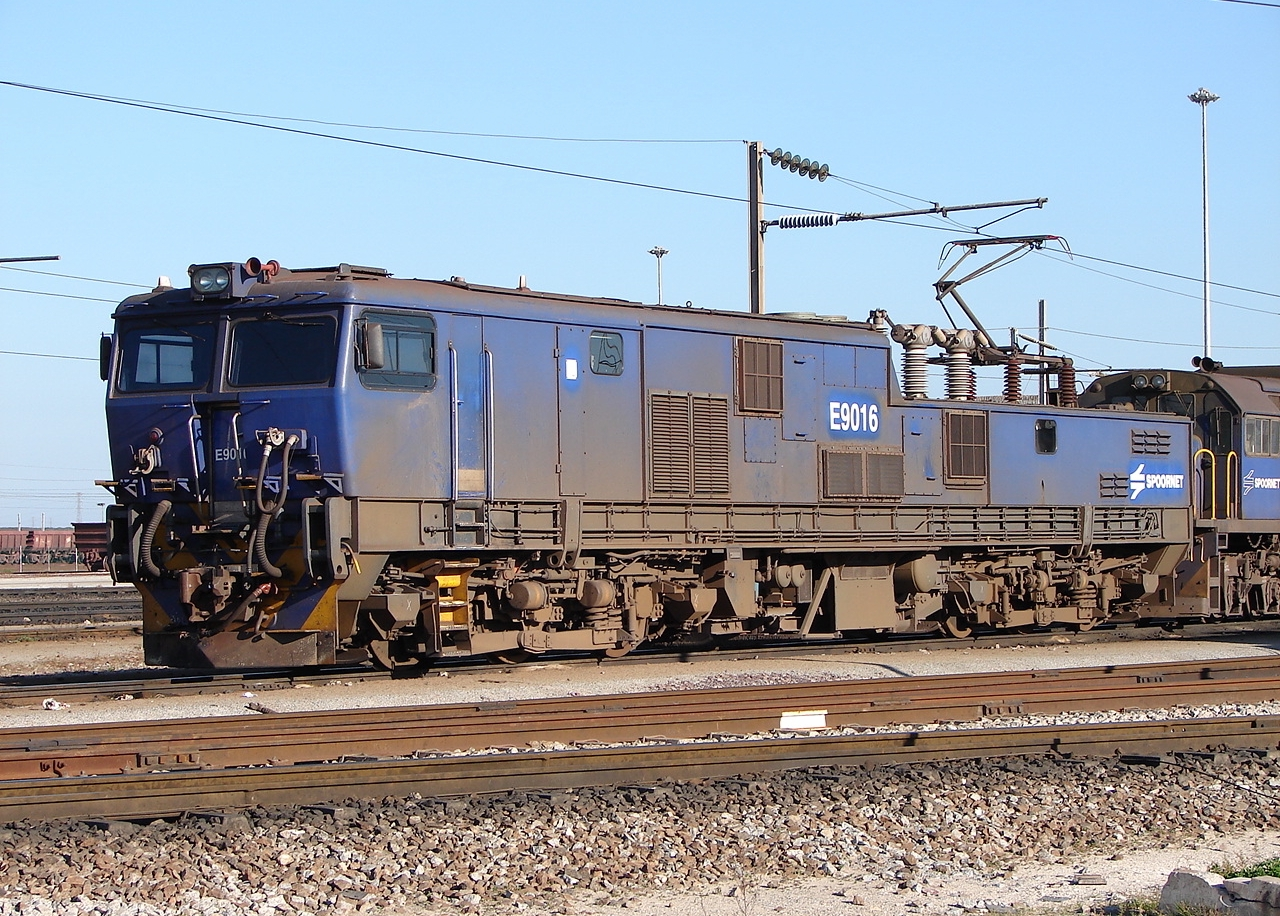
Locomotiva 9E fornecido pela G.E.C. Traction Ltd. para a South African Railways, modelo escolhido para a Ferrovia do Aço

As locomotivas escolhidas para trafegar na Ferrovia do Aço se baseavam no modelo 9E fornecido pela G.E.C. Traction Ltd. para o projeto da South African Railways para a linha Sishen-Saldanha, com a diferença que estas máquinas trabalhavam com tensão de 50 kV, enquanto que as destinadas para o Brasil usariam 25 kV. Elas teriam 4.700 HP de potência em regime contínuo, esforço de tração contínuo de 65,2 kN e máximo de 97,1 kN, comprimento de 21.100 mm e 180 toneladas de peso. O controle de potência era feito através de tiristores. Tinham um sistema de freio dinâmico capaz de dissipar 4 MW de energia através de reostatos resfriados através de ar forçado; os cálculos indicaram que um eventual aumento de temperatura no interior dos túneis decorrente desse processo seria aceitável.
A empresa inglesa G.E.C. Traction Ltd. forneceu equipamentos elétricos para a construção de 35 unidades, a qual seria feita pela planta da Equipamentos Villares em Araraquara (SP); a caldeiraria e parte estrutural seria feita com materiais brasileiros. A capacidade original da linha era de 28 pares de trens diários, levando um máximo de 7.000 toneladas no sentido importação, resultando num volume anual superior a 50 milhões de toneladas. Acreditava-se que o movimento inicial da linha seria da ordem de 24 milhões de toneladas. As velocidades máximas dos trens seriam de 80 km/h e 60 km/h, respectivamente para composições vazias e carregadas, exceto nos trechos com declividade acentuada. As composições seriam tracionadas por quatro locomotivas elétricas de Jeceaba a Bom Jardim, devido à diferença de nível entre essas localidades, originando fortes aclives; entre Bom Jardim e Saudade seriam necessárias apenas três máquinas.

#### Infraestrutura Elétrica
A alimentação das locomotivas elétricas que circulariam pela Ferrovia do Aço seria feita através de onze subestações elétricas distantes entre si de 30 a 35 quilômetros. Cada uma delas seria alimentada por linhas duplas de 138 kV para dois transformadores de 32 MVA. As linhas alimentadoras de 25 kV para as catenárias da via permanente seriam controladas por fusíveis a vácuo. Os circuitos seccionadores ao longo da via permitiam que, em caso de uma falha numa subestação, o suprimento de energia continuaria a partir de uma das unidades adjacentes a ela. O intervalo normal de circulação entre os trens foi estabelecido em 50 minutos; contudo, o sistema tinha potência suficiente para permitir que esse intervalo fosse reduzido para 10 minutos. Isso era especialmente útil para a retomada do tráfego das composições após interrupções inesperadas na linha.
Uma vez que não havia muitas linhas de transmissão na região cortada pela Ferrovia do Aço foi decidido que as subestações teriam apenas três pontos de conexão com a malha pública de energia elétrica, localizados em Saudade, Itutinga e Lafaiete. A partir daí ela seria distribuída por linhas de transmissão próprias usando circuito duplo de 138 kV ao longo de uma distância de 150 km. A implantação dessas linhas de 138 kV, totalizando 450 km, acoplada com um fornecimento público de energia relativamente fraco, exigiu um estudo para se verificar se as cargas monofásicas de tração e a distorção harmônica causada pelas locomotivas controladas por tiristores não degradariam as características da energia elétrica proporcionada pela fonte primária.
As linhas de contato foram projetadas e fornecidas pela Balfour Beatty Power Construction Co Ltd., dentro do contrato firmado com a GEC. Foi dimensionada para proporcionar uma corrente contínua de 760 A, sendo que nas áreas de tráfego pesado ela podia ser aumentada de 1250 A através da adição de cabo alimentador isolado sustentado pelos postes de concreto que sustentavam as catenárias. A corrente extraída por quatro locomotivas em tração múltipla podia alcançar 1100 A, o que causaria grande queda na voltagem quando os trens estivessem distantes das subestações alimentadoras. Isso fez com que a configuração das linhas de contato tivesse seus cabos alimentadores e de terra configurados de forma a minimizar a impedância e permitir o funcionamento das seções mesmo se ocorresse o pior caso, ou seja, com uma subestação fora de serviço. A baixa impedância assim conseguida também teria a vantagem de reduzir a interferência nas poucas linhas telefônicas existentes na região. Um fator que preocupava os projetistas era a alta incidência de raios na região, o que poderia vir a causar falhas nas linhas de contato.
O projeto global da eletrificação na Ferrovia do Aço previa uma segunda etapa após a conclusão das obras no trecho entre Jeceaba e Saudade: seria a modernização da eletrificação do trecho entre Saudade e Japeri da antiga Linha do Centro (Estrada de Ferro Central do Brasil), que passaria a ter o moderno sistema de 25 kV, corrente contínua de 60 Hz. A tração elétrica também seria estendida no trecho Japeri-Brisamar-Sepetiba, que havia sido construído e remodelado durante as obras do projeto Águas Claras.
A eletrificação era vital para a operação do trecho entre Saudade e Bom Jardim de Minas, onde havia uma grande diferença de nível, com muitos e longos túneis em trechos com declividade da ordem de 1%. A operação de trens pesados com tração diesel-elétrico era considerada impraticável nesse trecho, particularmente no que seria chamado de Tunelão, o mais longo túnel brasileiro, com 8,5 km de comprimento, próximo a Bom Jardim de Minas. Uma vez que o túnel não tinha ventilação, acreditava-se que a passagem de trens pesados tracionados com locomotivas diesel provocaria superaquecimento e falta de oxigênio no interior do túnel, o que levaria à paralisação das locomotivas e morte das equipagens por asfixia. O restante da linha, entre Bom Jardim de Minas e Jeceaba trabalharia com tração diesel por mais um ou dois anos até o término das obras de eletrificação.
Em 1976 foi assinado formalmente o contrato das obras e equipamentos para a eletrificação e sinalização da Ferrovia do Aço entre a ENGEFER e a GEC Transportation Projects Ltd, no valor de 149 milhões de libras (ou 262 milhões de dólares). O objetivo inicial era ter todas as locomotivas operacionais em dezembro de 1983, de forma que a tração elétrica estivesse plenamente viabilizada pelo menos entre o trecho Saudade-Bom Jardim de Minas assim que a ferrovia estivesse pronta, já que a tração elétrica nesse trecho teria importância fundamental, como já foi visto anteriormente.

## História

### Início das Obras
Apenas em outubro de 1974 foram iniciadas as obras no trecho entre Belo Horizonte e Jeceaba. A 14 de março de 1975 era assinado um dos maiores contratos da época entre a Engefer - Engenharia Ferroviária S.A. e 25 empresas da área ferroviária, no valor de 9,42 milhões de cruzeiros, envolvendo o desenvolvimento dos projetos finais de engenharia e a construção do primeiro trecho da Ferrovia do Aço: Belo Horizonte-Itutinga-Saudade. A ENGEFER era uma empresa estatal, ligada à RFFSA, incumbida de administrar a construção da Ferrovia do Aço. O início das obras nos demais trechos ocorreu a 30 de abril do mesmo ano, mesmo sem se dispor dos projetos definitivos a serem executados. E, mesmo assim, o governo apelidou a obra de Ferrovia dos Mil Dias, uma vez que as obras deveriam ficar prontas dentro desse prazo.
Poucas combinações poderiam ser mais indigestas: falta de um projeto definitivo, prazo exíguo e o difícil relevo da região que seria percorrida por essa ferrovia. Talvez o fato de nunca ter havido anteriormente uma ligação ferroviária direta entre São Paulo e Belo Horizonte se deva justamente por esse fato. A Estrada de Ferro Oeste de Minas, que atravessa a região em questão, tinha graves dificuldades operacionais por conta de seu relevo irregular, o que acabou levando à eletrificação de seus piores trechos para se manter economicamente viável. E a Central do Brasil havia acabado por passar por experiência semelhante na construção de seu ramal entre Ibirité e Águas Claras. Mas, na época, a férrea censura - e outros instrumentos mais intimidatórios - inviabilizavam uma discussão ampla e séria das questões nacionais.
Pode-se ter uma ideia do relevo irregular da região a ser atravessada pela Ferrovia do Aço analisando-se as altitudes das diversas cidades que ela ligaria. A ferrovia se iniciaria em Belo Horizonte, a 800 metros acima do nível do mar, atingiria altitude de 1027 m e depois baixaria a 900 m ao chegar à Jeceaba, a 900 m. Itutinga, a seguir, se localiza a 1.000 m acima do mar. Mais ao sul se encontra o ponto culminante da ferrovia, em Bom Jardim de Minas, a 1.124 m. A partir daí se inicia uma longa descida até Volta Redonda, a 400 m de altitude. Para se vencer todos esses acidentes estavam previstos setenta túneis, com extensão total de 50 quilômetros, sendo que o maior deles - que foi posteriormente apelidado de Tunelão - media 8,7 km. Além disso, ela também previa 92 pontes e viadutos, num total de 30 quilômetros de extensão. Todas essas obras de arte correspondiam a 25% da extensão total do trecho.

### Declínio e Paralisação das Obras

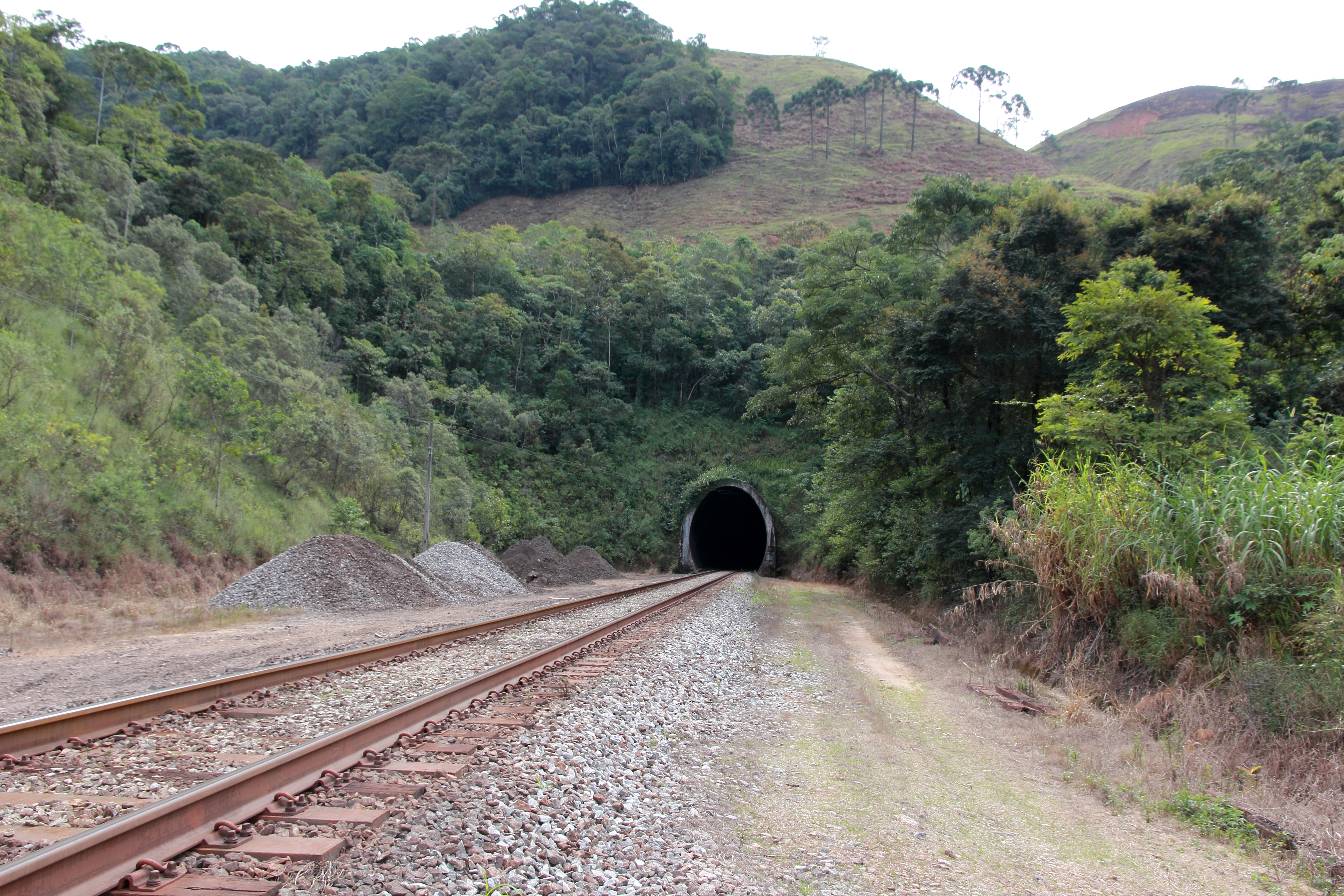
Ferrovia do Aço, atualmente com via singela e sem eletrificação, diferentemente do projeto original

Ainda em 1976 começaram os primeiros sintomas de crise econômica, com a persistente elevação dos índices inflacionários. O controle da inflação tornou necessário reduzir os gastos governamentais, inclusive na Ferrovia do Aço. O ritmo das obras, que era bastante intenso, foi bastante reduzido a partir de fevereiro de 1977, tornando impossível cumprir o famoso prazo de mil dias para conclusão das obras. Na verdade era o fim da era do Milagre Econômico e o desempenho da economia brasileira jamais seria o mesmo. A situação econômica foi gradativamente piorando e as obras foram suspensas em 1978.
A chamada distensão política, na verdade o lento desmonte da ditadura militar iniciado pelo general-presidente da época, Ernesto Geisel, propiciou uma maior clima de liberdade de expressão, o que fez com que no final desse ano a diretoria da RFFSA. emitisse uma documento oficial onde considerava a Ferrovia do Aço um empreendimento inviável economicamente e que a melhor solução para aumentar a capacidade de transporte de minério de ferro no eixo Belo Horizonte-Rio de Janeiro seria a duplicação e eventual eletrificação da antiga Linha do Centro da Central do Brasil. A G.E.C. foi informada dessa alternativa, sendo acertado na época que, na eventualidade de ser adotada essa nova opção, eventuais sobras do contato original seriam aplicadas na conversão do antigo sistema de eletrificação da Central do Brasil entre Saudade e Japeri para 25 kV, corrente alternada, bem como a eletrificação, no mesmo padrão, entre Japeri-Brisamar-Sepetiba. O novo governo, do general-presidente João Baptista Figueiredo, ignorou o alerta dos técnicos e retomou as obras em julho de 1979, demitindo a administração dissidente da R.F.F.S.A. Decidiu-se, contudo, adiar indefinidamente a construção do trecho entre Belo Horizonte e Jeceaba, com 108 quilômetros.
O ritmo do empreendimento, contudo, não era mais o mesmo, tornando-se extremamente lento a partir de outubro de 1982. Ironicamente, nesse mesmo ano chegaram os primeiros lotes de equipamentos para a eletrificação previstos no contrato de 1976 com a GEC. A grave crise financeira de 1983 só agravou o quadro, levando à paralisação total da construção da Ferrovia do Aço no ano seguinte.
Viadutos inacabados, túneis inúteis e acampamentos de empreiteiras repletos de máquinas abandonadas, tudo se degradando à ação do tempo, pontilharam a paisagem no sul de Minas por vários anos ao longo das décadas de 1970 e 1980, ilustrando clamorosamente o fracasso do empreendimento. Haviam sido gastos 1,9 bilhões de dólares, sendo cerca de meio bilhão somente no contrato de eletrificação. Somente então as críticas ao projeto da Ferrovia do Aço começaram a aflorar, favorecidas pelo ambiente cada vez mais livre reinante no país. Até mesmo o decano dos conservadores brasileiros, Eugênio Gudin, aproveitou a ocasião para arrasar com o empreendimento, em entrevista concedida à revista Senhor e reproduzida no livro Lembrança do 'Trem de Ferro':
"A estrada de aço é uma outra loucura. Uma loucura de botar o sujeito no xadrez. É doido varrido quem fez aquela estrada. O senhor sabe o que é uma estrada de aço? Eu, como engenheiro, sei. Uma locomotiva - uma Maria Fumaça - puxa mais ou menos, num plano, 50 vezes seu peso. Numa rampa, puxa três vezes, quatro vezes. Fizeram uma estrada de ferro em condições técnicas fantásticas, com curvas de 900 metros de raio, com não sei quantos viadutos e túneis. Vai custar um dinheirão para fazer o que? Para transportar ouro, cedro, marfim? Nada. É para transportar um material pobre como é o minério de ferro, que existe em todo o mundo, que custa 14 ou 16 cents por quilo. Só mesmo um frete muito barato é que permitiria este transporte. Agora, como fazer um frete barato se só o custo de capital desta estrada de ferro é uma coisa enorme?"

### Simplificação do Projeto

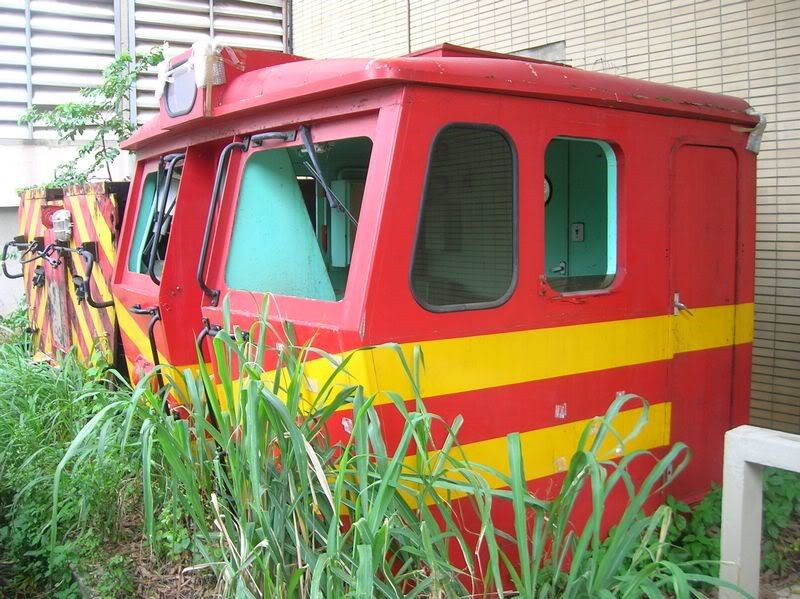
Cabines das Locomotivas 9E fabricadas pela G.E.C. Traction Ltd. e adquiridas pela RFFSA para a Ferrovia do Aço, atualmente esquecidas em um galpão ferroviário, em Cruzeiro (SP)

A situação se encontrava mal por estar parada há vários anos, quando em 1986 a direção da RFFSA desenvolveu um plano para tornar viável a Ferrovia do Aço, mais especificamente o trecho entre Jeceaba e Saudade, com 319 km de extensão, onde a infraestrutura estava praticamente terminada. A nova abordagem previa diversas simplificações no projeto da Ferrovia do Aço, como: linha singela, menor altura de lastro (28 cm em vez de 40 cm) e operação com locomotivas diesel-elétricas. Além disso, o esquema de circulação dos trens incluía também a antiga Linha do Centro (Estrada de Ferro Central do Brasil): os trens de minério circulariam cheios de Minas Gerais para o Rio de Janeiro pela Ferrovia do Aço e voltariam vazios pela Linha do Centro, permitindo o transporte anual de 25 milhões de toneladas de minério de ferro. O custo necessário para viabilizar esse plano era relativamente pequeno, da ordem de 136 milhões de dólares, incluindo ainda a adequação da via permanente entre Saudade-Barra Mansa e Saudade-Manoel Feio, de forma a habilitar o Ramal de São Paulo a receberem a carga adicional. A eletrificação da linha não foi descartada nessa ocasião, mas sim adiada indefinidamente, uma vez que somente sua implantação requereria um investimento superior a um bilhão de dólares.
A ativação da ferrovia só foi viabilizada através da participação da iniciativa privada no projeto, com a participação decisiva da mineradora Minerações Brasileiras Reunidas (MBR) e a presença simbólica de outros usuários interessados, como a Matsulfur, Cosigua, Cimento Paraíso, Ciminas, Cimento Tupi, Ferteco e Socicom. Em 9 de fevereiro de 1987, foi assinado o Acordo de Cooperação Mútua entre a ferrovia e essas empresas, cujo desembolso ao projeto foi feito como adiantamento para fretes futuros. Os investimentos necessários foram distribuídos da seguinte maneira: MBR, 57%; BNDES, 22%; Governo Federal, 15%; RFFSA, 6%.
Enquanto isso, os materiais destinados à eletrificação continuavam chegando ao Brasil. Até 1988, a GEC já tinha fornecido o equivalente a 190 milhões de dólares em componentes diversos. Os equipamentos de telecomunicação e sinalização foram efetivamente usados na Ferrovia do Aço. Contudo, uma vez que as perspectivas de implantação da eletrificação eram cada vez menores, resolveu-se aproveitar parte do material especificamente destinado a ela em outras obras ferroviárias governamentais. Materiais para a rede aérea de contato e subestações originalmente fornecidos para a Ferrovia do Aço, foram usados no Metrô do Recife e nas linhas suburbanas da CBTU do Rio de Janeiro e São Paulo. Todo o equipamento efetivamente aproveitado foi avaliado em 57 milhões de dólares. Atualmente, 250 milhões de dólares em equipamentos ainda estão estocados em um armazém ferroviário na cidade paulista de Cruzeiro. Entre eles estão 35 locomotivas desmontadas, 600 toneladas de cobre puro e milhões de arruelas, rebites, grampos, roldanas e polias, todos em caixas sem uso.

### Inauguração

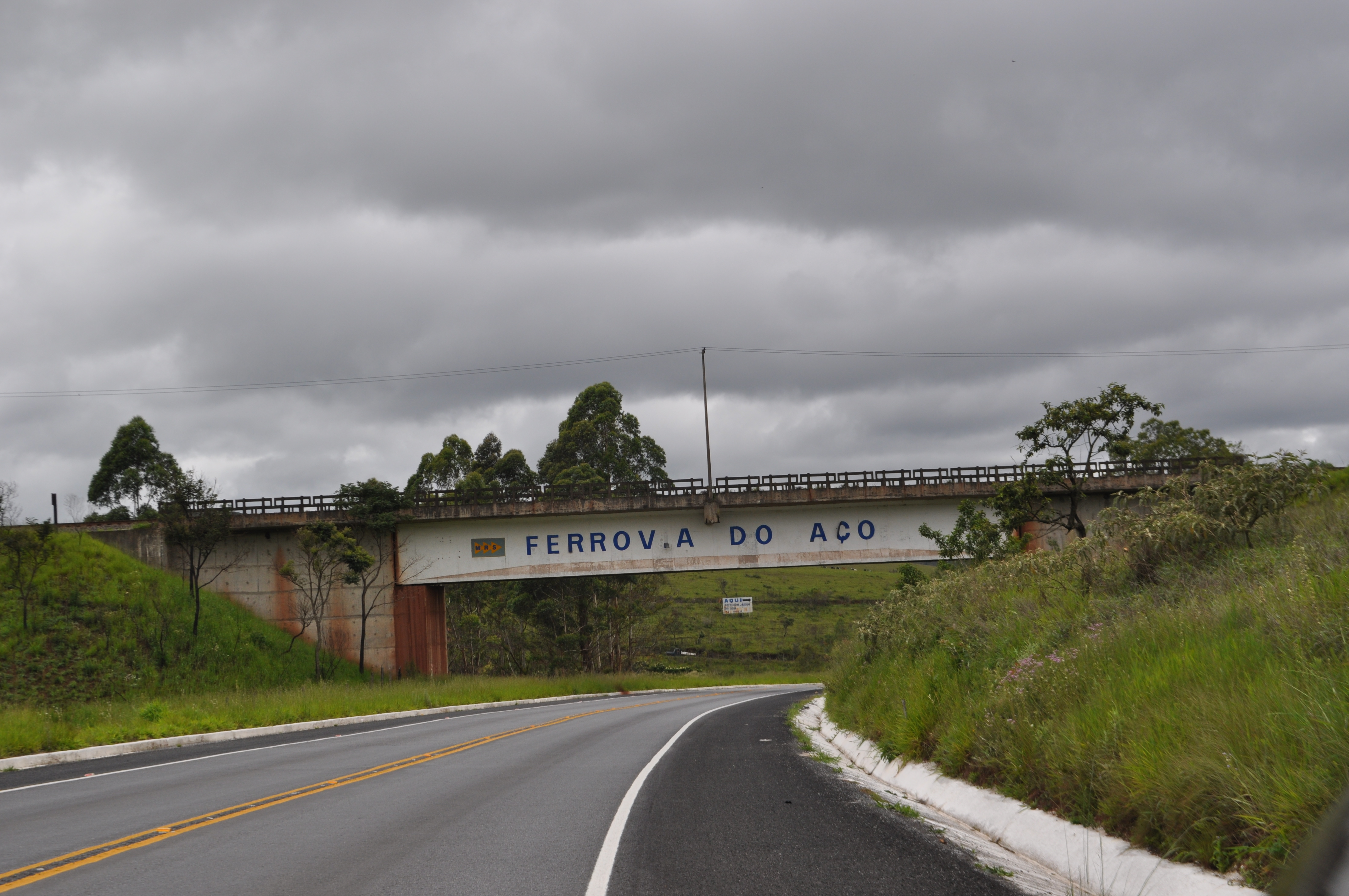
Viaduto da Ferrovia do Aço sobre a BR-267, em Bom Jardim de Minas

As obras da construção civil da Ferrovia do Aço retomaram o ritmo e seguiram sem interrupções até seu término. No dia 14 de abril de 1989, durante o governo do presidente José Sarney, as duas frentes de obras se encontraram no km 139 da ferrovia, no município mineiro de Madre Deus, permitindo finalmente a circulação de trens na Ferrovia do Aço após 14 anos de obras. A chamada "Ferrovia dos Mil Dias" tinha se tornado, na verdade, a "Ferrovia dos 5.140 Dias". A conclusão da superstrutura e a entrada em operação comercial ocorreram no mês de julho seguinte. A sua implantação implicou grandes e difíceis obras, principalmente túneis e pontes. O relevo acidentado por onde ela passa, elevou os custos de construção ao total de 4 bilhões de dólares.
Do projeto original foi eliminado o ramal entre Itutinga (MG) e São Paulo, pois não havia recursos para este trecho e o caminho poderia ser feito utilizando a capacidade ociosa na linha existente entre Barra Mansa (RJ) e São Paulo (Ramal de São Paulo). Do trecho projetado ligando Volta Redonda (RJ) e Belo Horizonte (MG), somente parte foi concluído, sendo este o trecho entre Jeceaba (MG) e Barra Mansa (RJ). Vale a pena ressaltar que a continuação para o Rio de Janeiro era prevista para ser feita através das linhas existentes entre Barra Mansa (RJ) e o Rio de Janeiro.
Nos anos seguintes, o trecho entre Jeceaba e Itabirito (MG) foi finalizado pela RFFSA com dinheiro da iniciativa privada, principalmente da antiga Minerações Brasileiras Reunidas (MBR).
A finalização entre Itabirito e Belo Horizonte, não está mais nos planos do governo que o considera não prioritário, pois já há uma outra linha em bitola larga que faz o "mesmo trajeto", embora um pouco mais longo que o projetado. Nesse trecho suspenso, existem seis túneis prontos (que somam nove quilômetros de extensão), quatro viadutos inacabados e aproximadamente vinte quilômetros de aterros e galerias, atualmente abandonados na região de Sabará (MG).

## Características
A ferrovia possui raio mínimo de curva de 960 m e rampa máxima de 1,5%, o que permite uma velocidade máxima de 140 km/h. Ao todo são 109 viadutos e pontes que somam 32.471 m de extensão, e mais 81 túneis que somam 57.834 m.
A região de Congonhas (MG), um dos "vértices" do Quadrilátero Ferrífero, é a principal fornecedora do minério que é transportado pela Ferrovia do Aço. Na região há 10 terminais abastecedores, onde são carregados 110 milhões de toneladas de minério de ferro para o Porto de Itaguaí, Porto de Guaíba e para a usina da Companhia Siderúrgica Nacional (CSN), em Volta Redonda (RJ).

## Operação
Entre 1989 e 1997 a Ferrovia do Aço foi operada pela Superintendência Regional SR-3 da Rede Ferroviária Federal (RFFSA). Em 1997, a ferrovia foi concedida a empresa MRS Logística, juntamente com a Linha do Centro, Ramal de São Paulo e a Linha Santos-Jundiaí, formando a Malha Regional Sudeste.

## Ligações Externas
- http://www.tsfr.org/~efbrazil/electro/ferroaco/ferroaco_map.html